# Super-Jowisz

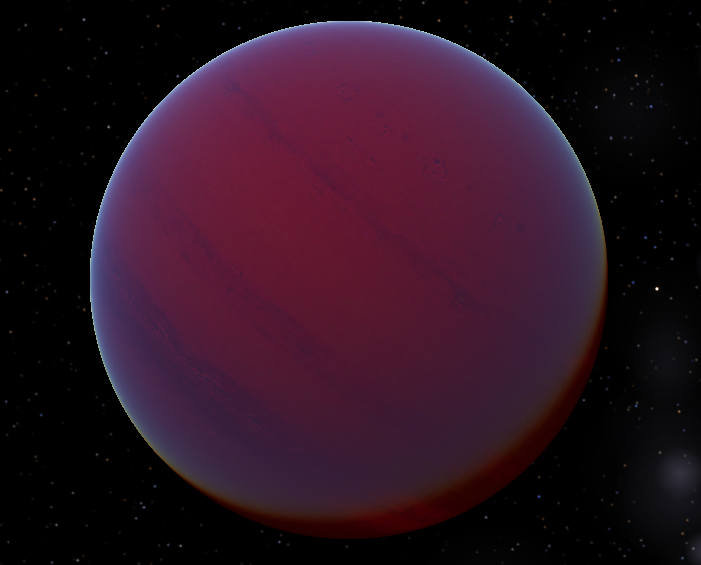
Artystyczna wizja brązowego karła HD 29587 B obiegającego gwiazdę HD 29587, szacowana masa to 55 M_{J}

Super-Jowisz – ciało niebieskie o znacznie większej masie niż planeta Jowisz. Super-Jowiszem określony może być obiekt kosmiczny z pogranicza planety i brązowego karła, taki jak chociażby ten krążący wokół gwiazdy kappa Andromedae.
Do 2011 roku astronomom znanych było 180 obiektów typu Super-Jowisz, niektóre gorące (zwane także gorącymi Jowiszami), inne zimne, ale każdy o rozmiarach zbliżonych do Jowisza, jednak o masie znacznie go przewyższającej. Oznacza to, że gęstość takiego obiektu wzrasta proporcjonalnie do jego masy.
Przykładowo szacuje się, że COROT-3b o wielkości podobnej do Jowisza jest od niego około 22-krotnie masywniejszy. Oznacza to, że ma on znacznie większą gęstość od planety naszego Układu Słonecznego, a szacuje się ją na poziomie 26,4 g/cm3. Jest ona więc większa, niż gęstość platyny (21,4 g/cm3), czy nawet osmu (22,6 g/cm3), czyli pierwiastka o największej znanej nam gęstości. W związku z tym grawitację na powierzchni COROT-3b określa się jako 50-krotnie większą niż na Ziemi.
W 2012 roku został sfotografowany Super-Jowisz o nazwie kappa Andromedae b, krążący wokół gwiazdy kappa Andromedae w odległości 1,8 razy większej niż wynosi odległość pomiędzy Słońcem a Neptunem.
Za innego Super-Jowisza uznaje się odkrytą w 2012 roku planetę oznaczoną HD 219077 b, o masie określanej na 10,4 razy większą od masy Jowisza. Średnia odległość tego obiektu od macierzystej gwiazdy wynosi 6,2 jednostki astronomicznej, a czas obiegu to 5500 dni (czyli ponad 15 lat).